# Western-Serier
Western-Serier har varit namnet på två olika serietidningar vars innehåll var inriktat på västernserier.

## Version 1: 1960–61
Western-Serier gavs ut av Åhlén & Åkerlund med endast 10 nummer. Slogs därefter ihop med TV-serier.

## Version 2: 1976–93
Western-Serier (även känd enbart som Western), svensk serietidning med västernserier. Gavs ut av Semic Press 1976–93.
Tidningen var på 100 sidor i svart/vitt och utkom under större delen av sin utgivningstid som månadstidning.
Bland många andra serier innehöll tidningen till exempel Jonathan Cartland, Comanche, Jerry Spring, Ringo, Jeff Slade, Matt Marriott, Kinowa, Skalpjägaren och Buddy Longway.
Tidningens mest kända medarbetare torde vara Ian Colbell (1940-2013) som producerade egna serier (oftast humoristiska västernparodier) och sidor med vilda västern-fakta för tidningen.
1983 var upplagan 27 000 – 28 000 exemplar per månad.